# Bernd Deutschmann
Bernd Deutschmann (* 23. April 1953 in Lauchhammer) ist ein ehemaliger deutscher Fußballspieler im defensiven Mittelfeld. Er spielte für die BSG Energie Cottbus in der DDR-Oberliga.

## Karriere
Deutschmann spielte in seiner Jugend bei seinem Heimatverein BSG Motor Lauchhammer-Ost. 1967 wechselte er in die Jugend von der BSG Energie Cottbus, wo er in der Saison 1970/71 erstmals in der zweitklassigen DDR-Liga zum Einsatz kam. Nach seiner ersten Profisaison mit neun Spielen wechselte Deutschmann wegen seines Wehrdienstes zur ASG Vorwärts Cottbus. 1971 kehrte er wieder zur BSG Energie Cottbus zurück. 1974/75 kam er nur auf fünf Einsätze, konnte sich aber in den Spielzeiten danach etablieren. Nach dem Aufstieg in die DDR-Oberliga 1975 absolvierte Deutschmann 24 Spiele und erzielte dabei sein erstes Ligator. Nach dem Wiederabstieg kam er bis 1981 auf 93 Einsätze und fünf Tore. In der folgenden Oberligasaison 1981/82 wurde er zehnmal eingesetzt, konnte den Abstieg aber nicht verhindern. 1982/83 hatte Deutschmann noch neun Einsätze in der ersten Mannschaft, spielte aber auch 14 Spiele mit der Reserve in der Bezirksliga. Anschließend beendete er seine Karriere als Profifußballer.
Nach seiner Karriere wirkte Deutschmann zunächst als Trainer der zweiten Mannschaft der BSG Energie Cottbus, daran schlossen sich mehrere Stationen in den Jugendmannschaften an.